# Campionati europei di ginnastica artistica 2011 - Cavallo con maniglie
La finale del cavallo con maniglie si è svolta il 9 aprile 2011, con inizio alle ore 14:30.

## Risultati
| Pos.    | Ginnasta           | Nazione     | Punteggio di partenza | Punteggio della giuria | Penalità | Totale |
| ------- | ------------------ | ----------- | --------------------- | ---------------------- | -------- | ------ |
| Oro     | Krisztián Berki    | Ungheria    | 6,700                 | 8,925                  | -        | 15,625 |
| Argento | Cyril Tomassone    | Francia     | 6,400                 | 8,650                  | -        | 15,050 |
| Bronzo  | Harutyum Merdinyan | Armenia     | 6,400                 | 8,550                  | -        | 14,950 |
| 4       | Vid Hidvégi        | Ungheria    | 6,300                 | 8,425                  | -        | 14,725 |
| 5       | Sebastian Krimmer  | Germania    | 5,900                 | 8,425                  | -        | 14,325 |
| 6       | Louis Smith        | Regno Unito | 6,600                 | 7,550                  | -        | 14,150 |
| 7       | Alberto Busnari    | Italia      | 6,700                 | 7,175                  | -        | 13,875 |
| 8       | Pierre-Yves Bény   | Francia     | 5,900                 | 6,550                  | -        | 12,450 |